# 鳥取市立湖南学園小学校
鳥取市立湖南学園小学校（とっとりしりつ こなんがくえんしょうがっこう）は、鳥取県鳥取市六反田にあった公立小学校。2018年、鳥取市立湖南学園中学校と統合し、義務教育学校に移行した。

## 概要
当校は鳥取市立湖南学園中学校と小中一貫教育を行っており、地域を限定して規制を緩和する「構造改革特別区域法（構造改革特区）」により、内閣総理大臣から認められた「鳥取市湖南小中一貫教育特区」（中国地方で初めての「小中一貫教育特区」）の「研究開発推進学校」（事実上の小中一貫校）である。 
構造改革特区を利用しているため文部科学省が策定した学習指導要領に捉われない独自のカリキュラムを採用している。
湖南学園小の周辺には、日本一の大きさを誇る湖山池、毛無山、そして、吉岡温泉がある。

## 沿革
- 1958年（昭和33年）10月1日 吉岡小学校と大郷小学校を名目統合し、鳥取市立湖南小学校を創立。
- 1960年（昭和35年） 新校舎に移転し、実質統合。
- 2006年（平成18年）4月1日 鳥取市立湖南中学校と小中一貫教育を実施。
- 2007年（平成19年）11月22日 鳥取市が内閣総理大臣より「鳥取市湖南小中一貫教育特区」（中国地方で初めての「小中一貫教育特区」）の認定を受ける。
- 2008年（平成20年）4月1日 鳥取市立湖南学園小学校に改称。「鳥取市湖南小中一貫教育特区」の「研究開発推進学校」（事実上の小中一貫校）に移行。
- 2009年（平成21年）4月1日 鳥取市立湖南学園中学校が鳥取市立湖南学園小学校の校地へ移転し、一体型校舎となる。
- 2018年（平成30年）3月31日 義務教育学校の鳥取市立湖南学園移行により閉校

## 通学区域
- 大畑、金沢、瀬田蔵、双六原、長柄、福井、洞谷、松原、御熊、三山口、妙徳寺、矢矯、吉岡温泉町、六反田

## 卒業生
- 川口和久（元プロ野球選手）
- 小林竜一（ボブスレー選手 トリノ五輪、バンクーバー五輪代表）